# Sport-Club Herford 1976-1977
Questa voce raccoglie le informazioni riguardanti il Sport-Club Herford nelle competizioni ufficiali della stagione 1976-1977.

## Stagione
Nella stagione 1976-1977 l'Herford, allenato da Otmar Calder, concluse il campionato di 2. Bundesliga al 14º posto.

## Rosa
| N. |                     | Ruolo | Calciatore               |
| -- | ------------------- | ----- | ------------------------ |
|    | Germania (bandiera) | P     | Klaus-Dieter Derow       |
|    | Germania (bandiera) | P     | Michael Stork            |
|    | Germania (bandiera) | D     | Manfred Balcerzak        |
|    | Germania (bandiera) | D     | Peter Enders             |
|    | Germania (bandiera) | D     | Wolfgang Flüshöh         |
|    | Germania (bandiera) | D     | Heinz Knüwe              |
|    | Germania (bandiera) | D     | Thomas Körber            |
|    | Germania (bandiera) | D     | Karl-Friedrich Stremming |
|    | Germania (bandiera) | D     | Bernd Usling             |
|    | Germania (bandiera) | D     | Wolfgang Windmann        |
|    | Germania (bandiera) | C     | Wolfgang Balzereit       |
|    | Germania (bandiera) | C     | Herbert Bittner          |

| N. |                     | Ruolo | Calciatore           |
| -- | ------------------- | ----- | -------------------- |
|    | Germania (bandiera) | C     | Manfred Hildebrandt  |
|    | Germania (bandiera) | C     | Karl-Ludwig Mayer    |
|    | Germania (bandiera) | C     | Rolf Muchow          |
|    | Germania (bandiera) | C     | Rolf Siekmann        |
|    | Germania (bandiera) | C     | Dieter Suchanek      |
|    | Germania (bandiera) | C     | Gerhard Weidenhammer |
|    | Germania (bandiera) | A     | Jürgen Brunhorn      |
|    | Germania (bandiera) | A     | Bodo Daus            |
|    | Germania (bandiera) | A     | Joachim Dzieciol     |
|    | Germania (bandiera) | A     | Bernd Laube          |
|    | Germania (bandiera) | A     | Uwe Pallaks          |
|    | Germania (bandiera) | A     | Manfred Wehmeier     |

## Organigramma societario
Area tecnica
- Allenatore: Otmar Calder
- Allenatore in seconda:
- Preparatore dei portieri:
- Preparatori atletici:

## Calciomercato

### Sessione estiva
| Acquisti | Acquisti        | Acquisti           | Acquisti |
| R.       | Nome            | da                 | Modalità |
| -------- | --------------- | ------------------ | -------- |
| A        | Bernd Laube     | Jahn Ratisbona     |          |
| A        | Jürgen Brunhorn | Kickers Offenbach  |          |
| D        | Peter Enders    | Kickers Offenbach  |          |
| D        | Heinz Knüwe     | Borussia Lippstadt |          |
| A        | Uwe Pallaks     | SpVg Steinhagen    |          |

| Cessioni | Cessioni | Cessioni | Cessioni |
| R.       | Nome     | a        | Modalità |
| -------- | -------- | -------- | -------- |

### Sessione invernale
| Acquisti | Acquisti | Acquisti | Acquisti |
| R.       | Nome     | da       | Modalità |
| -------- | -------- | -------- | -------- |

| Cessioni | Cessioni | Cessioni | Cessioni |
| R.       | Nome     | a        | Modalità |
| -------- | -------- | -------- | -------- |

## Risultati

### 2. Bundesliga

#### Girone di andata
| Arbitro: | Gabriel |

|                                      |           |                |
| Flüshöh 43’ Pallaks 70’ Wehmeier 71’ | Marcatori | 32’ Jendrossek |

| Arbitro: | Zuchantke |

|  |           |              |
|  | Marcatori | 52’ Wehmeier |

| Arbitro: | Basedow |

|            |           |             |
| Mrosko 65’ | Marcatori | 18’ Pallaks |

| Arbitro: | Assenmacher |

|             |           |           |
| Pallaks 28’ | Marcatori | 77’ Höfer |

| Arbitro: | Marchefka |

|                                                     |           |                           |
| Lindner 44’ (rig.) Stremming 46’ (aut.) Fischer 58’ | Marcatori | 52’ Flüshöh 70’ Balcerzak |

| Arbitro: | Rieb |

|                          |           |  |
| Flüshöh 21’ Dzieciol 88’ | Marcatori |  |

| Arbitro: | Meijerink |

|           |           |                        |
| Hayer 46’ | Marcatori | 58’ Dzieciol 86’ Knüwe |

| Herford 19 settembre 1976 8ª giornata | Herford | 0 – 0 referto | Bonner | Ludwig-Jahn-Stadion (12 000 spett.)\| Arbitro: \| Heymann \| |
| Arbitro:                              | Heymann |               |        |                                                              |

| Arbitro: | Eggers |

|           |           |             |
| Greif 23’ | Marcatori | 45’ Pallaks |

| Arbitro: | Eggert |

|                    |           |                                        |
| Bittner 71’ (rig.) | Marcatori | 21’ Elm 38’ Nabrotzki 53’, 87’ Hörster |

| Arbitro: | Richter |

|                                                   |           |                    |
| Montanes 11’ Fagot 18’ Bläser 62’ (rig.) Kehr 77’ | Marcatori | 40’ (rig.) Bittner |

| Arbitro: | Wichmann |

|                       |           |                      |
| Flüshöh 33’ Mayer 45’ | Marcatori | 32’ Erhart 86’ Moors |

| Arbitro: | Horeis |

|            |           |                                     |
| Winter 60’ | Marcatori | 32’ Pallaks 66’ Wehmeier 75’ Körber |

| Arbitro: | Horstmann |

|             |           |                                         |
| Bittner 44’ | Marcatori | 75’ Gelsdorf 81’ Schonert 88’ Scheinert |

| Arbitro: | Heymann |

|                                          |           |           |
| Hattenberger 9’ Mödrath 14’ Campbell 48’ | Marcatori | 27’ Knüwe |

| Arbitro: | Meijerink |

|                |           |                               |
| Laube 14’, 60’ | Marcatori | 25’ Bals 44’ Ochmann 83’ Abel |

| Arbitro: | Gremmler |

|                                              |           |             |
| Demuth 19’ Gerber 22’ (rig.), 64’ Oswald 80’ | Marcatori | 84’ Pallaks |

| Arbitro: | Jensen |

|              |           |                                   |
| Siekmann 89’ | Marcatori | 48’ Graul 65’ Hansen 87’ Petković |

| Arbitro: | Halfter |

|              |           |                         |
| Milewski 14’ | Marcatori | 72’ Flüshöh 73’ Pallaks |

#### Girone di ritorno
| Arbitro: | Eschweiler |

|                      |           |             |
| Babington 61’ (rig.) | Marcatori | 86’ Bittner |

| Arbitro: | Hanschke |

|             |           |  |
| Pallaks 88’ | Marcatori |  |

| Arbitro: | Brückner |

|             |           |                    |
| Flüshöh 36’ | Marcatori | 17’ (aut.) Bittner |

| Arbitro: | Rieb |

|                                           |           |                                             |
| Rnic 3’, 21’ Haymann 29’ Höfer 35’ (rig.) | Marcatori | 70’ (rig.) Enders 80’ Stremming 85’ Pallaks |

| Arbitro: | Leyding |

|                                                  |           |  |
| Laube 6’, 49’ Bittner 11’ Dzieciol 56’ Knüwe 87’ | Marcatori |  |

| Arbitro: | Sommershoff |

|                      |           |  |
| Budde 17’ Redder 87’ | Marcatori |  |

| Arbitro: | Heymann |

|              |           |           |
| Dzieciol 63’ | Marcatori | 7’ Klinge |

| Arbitro: | Winkler |

|                                  |           |  |
| Milasincic 17’ Hoffmann 21’, 40’ | Marcatori |  |

| Arbitro: | Kaiser |

|                                                           |           |                      |
| Bittner 23’ Wehmeier 50’ Dzieciol 76’ Knüwe 79’ Laube 85’ | Marcatori | 22’ Schock 70’ Greif |

| Arbitro: | Zuchantke |

|                                     |           |                 |
| Zimmer 52’ Hörster 80’ Fritsche 88’ | Marcatori | 1’, 14’ Pallaks |

| Arbitro: | Barnick |

|                         |           |          |
| Flüshöh 33’ Bittner 46’ | Marcatori | 31’ Kehr |

| Arbitro: | Lutz |

|            |           |              |
| Lienen 35’ | Marcatori | 10’ Wehmeier |

| Arbitro: | Wippker |

|                                                |           |           |
| Pallaks 38’, 44’, 74’ Wehmeier 48’ Flüshöh 57’ | Marcatori | 78’ Kulla |

| Arbitro: | Hennig |

|                         |           |            |
| Hermann 21’ Ziegler 67’ | Marcatori | 6’ Flüshöh |

| Arbitro: | Herrmann |

|                               |           |  |
| Dohmen 65’ (aut.) Flüshöh 77’ | Marcatori |  |

| Herne (Germania) 23 aprile 1977 35ª giornata | Westfalia Herne | 0 – 0 referto | Herford | Stadion am Schloss Strünkede (4 000 spett.)\| Arbitro: \| Glasneck \| |
| Arbitro:                                     | Glasneck        |               |         |                                                                       |

| Arbitro: | Schön |

|  |           |                 |
|  | Marcatori | 30’ Tune-Hansen |

| Arbitro: | Bartnick |

|                       |           |                          |
| Grünther 28’ Wolf 62’ | Marcatori | 47’ Bittner 83’ Suchanek |

| Arbitro: | Wuttke |

|                     |           |                         |
| Knüwe 18’ Laube 86’ | Marcatori | 2’ Milewski 59’ Stiller |

## Statistiche

### Statistiche di squadra
| Competizione  | Punti | In casa | In casa | In casa | In casa | In casa | In casa | In trasferta | In trasferta | In trasferta | In trasferta | In trasferta | In trasferta | Totale | Totale | Totale | Totale | Totale | Totale | DR |
| Competizione  | Punti | G       | V       | N       | P       | Gf      | Gs      | G            | V            | N            | P            | Gf           | Gs           | G      | V      | N      | P      | Gf     | Gs     | DR |
| ------------- | ----- | ------- | ------- | ------- | ------- | ------- | ------- | ------------ | ------------ | ------------ | ------------ | ------------ | ------------ | ------ | ------ | ------ | ------ | ------ | ------ | -- |
| 2. Bundesliga | 36    | 19      | 8       | 6       | 5       | 37      | 26      | 19           | 4            | 6            | 9            | 25           | 37           | 38     | 12     | 12     | 14     | 62     | 63     | -1 |
| Totale        | 36    | 19      | 8       | 6       | 5       | 37      | 26      | 19           | 4            | 6            | 9            | 25           | 37           | 38     | 12     | 12     | 14     | 62     | 63     | -1 |

### Andamento in campionato
| Giornata  | 1 | 2 | 3 | 4 | 5 | 6 | 7 | 8 | 9 | 10 | 11 | 12 | 13 | 14 | 15 | 16 | 17 | 18 | 19 | 20 | 21 | 22 | 23 | 24 | 25 | 26 | 27 | 28 | 29 | 30 | 31 | 32 | 33 | 34 | 35 | 36 | 37 | 38 |
| --------- | - | - | - | - | - | - | - | - | - | -- | -- | -- | -- | -- | -- | -- | -- | -- | -- | -- | -- | -- | -- | -- | -- | -- | -- | -- | -- | -- | -- | -- | -- | -- | -- | -- | -- | -- |
| Luogo     | C | T | T | C | T | C | T | C | T | C  | T  | C  | T  | C  | T  | C  | T  | C  | T  | T  | C  | C  | T  | C  | T  | C  | T  | C  | T  | C  | T  | C  | T  | C  | T  | C  | T  | C  |
| Risultato | V | V | N | N | P | V | V | N | N | P  | P  | N  | V  | P  | P  | P  | P  | P  | V  | N  | V  | N  | P  | V  | P  | N  | P  | V  | P  | V  | N  | V  | P  | V  | N  | P  | N  | N  |
| Posizione | 1 | 1 | 3 | 4 | 8 | 7 | 4 | 3 | 5 | 8  | 9  | 10 | 9  | 10 | 14 | 14 | 14 | 14 | 14 | 14 | 13 | 14 | 14 | 14 | 14 | 14 | 15 | 14 | 15 | 14 | 14 | 14 | 15 | 14 | 14 | 14 | 14 | 14 |

Legenda:

Luogo: C = Casa; T = Trasferta. Risultato: V = Vittoria; N = Pareggio; P = Sconfitta.

### Statistiche dei giocatori
| M. Balcerzak    | 36 | 1  | 1  | 0 |
| W. Balzereit    | 5  | 0  | 0  | 0 |
| H. Bittner      | 37 | 8  | 9  | 0 |
| J. Brunhorn     | 2  | 0  | 0  | 0 |
| B. Daus         | 3  | 0  | 1  | 0 |
| K. Derow        | 38 | 0  | 1  | 0 |
| J. Dzieciol     | 37 | 5  | 3  | 0 |
| P. Enders       | 16 | 1  | 3  | 0 |
| W. Flüshöh      | 37 | 10 | 3  | 0 |
| M. Hildebrandt  | 2  | 0  | 0  | 0 |
| H. Knüwe        | 36 | 5  | 1  | 1 |
| T. Körber       | 24 | 1  | 2  | 0 |
| B. Laube        | 21 | 6  | 1  | 0 |
| K. Mayer        | 15 | 1  | 1  | 0 |
| R. Muchow       | 1  | 0  | 0  | 0 |
| U. Pallaks      | 38 | 14 | 4  | 0 |
| R. Siekmann     | 10 | 1  | 1  | 0 |
| M. Stork        | 1  | 0  | 0  | 0 |
| K. Stremming    | 35 | 1  | 1  | 0 |
| D. Suchanek     | 34 | 1  | 7  | 0 |
| B. Usling       | 0  | 0  | 0  | 0 |
| M. Wehmeier     | 37 | 6  | 13 | 0 |
| G. Weidenhammer | 5  | 0  | 0  | 0 |
| W. Windmann     | 5  | 0  | 0  | 0 |